# Geiseric
Geisiric (en grec: Γεισίριθ) va ser un oficial romà d'origen germànic del segle vi, actiu durant el regnat de l'emperador Justinià I (r. 527–565). Va estar actiu en la prefectura del pretori d'Àfrica com un comandant subordinat al mestre dels soldats Joan Troglita. És incert quin càrrec va exercir a la província. Tal vegada ocupés algun comandament classificat entre els mestres dels soldats i els tribuns, com suggereixen els autors del PIRT.
Apareix per primer cop a la batalla de Sufètula l'any 546/7, en la qual els romans van derrotar els amazics del cap Antales. En aquesta batalla, va ser enviat amb Amanci per a espiar les posicions enemigues, però mentre retornaven, van ser emboscats i van necessitar ser auxiliats per Troglita; el panegirista Corip afirmar que va lluitar en aquesta batalla. A la Batalla de Marta de l'estiu del 547, va comandar el flanc esquerre amb Putzintul i Sinduït, mentre que a la Batalla dels Campos de Cató de l'estiu del 548, es va mantenir prop de Putzintul i el cap amazic aliat Cutzines.